# Stade Germán-Becker
Le stade municipal Germán-Becker ou le stade Germán-Becker est un stade chilien se trouvant à Temuco.
Construit en 1965, il a une capacité de 18 413 places lors de sa construction. Le club résident est le Deportes Temuco, qui se trouve en 2e division chilienne.  
Le stade accueille la Coupe du monde féminine des moins de 20 ans 2008. 